# New York Journal
Il New York Journal è stato un quotidiano statunitense pubblicato tra il 1937 e il 1966, di proprietà di William Randolph Hearst, uno dei primi e forse il più celebre esempio di giornale scandalistico.

## Storia
Il fratello minore di Joseph Pulitzer (Albert) aveva fondato il New York Morning Journal nel 1882. John R. McLean in breve tempo acquisì il giornale, nel 1895, e fu presto venduto a Hearst, che fondò l'Evening Journal circa un anno dopo.
Hearst intraprese quindi una vera e propria guerra circolazione con il New York World, il quotidiano gestito dal suo "ex mentore" Joseph Pulitzer, dal quale tra l'altro "rubò" i fumettisti George McManus e Richard F. Outcault, inventore del personaggio di Yellow Kid. Nel mese di ottobre del 1896, Outcault abbandonò il New York Journal di Hearst. In seguito a una sentenza, fu assegnato il titolo Hogan's Alley al World e The Yellow Kid al Journal. Da Yellow Kid verrà poi coniata la locuzione Yellow Journalism, in italiano: giornalismo scandalistico, usata per descrivere articoli sensazionalistici e spesso falsi, che hanno contribuito, insieme al prezzo di un solo centesimo, al notevole aumento della circolazione di questo giornale. Il Yellow Kid fu comunque uno dei primi fumetti stampati a colori. Molti credevano che come parte di questo, a parte qualsiasi sentimento nazionalistico, Hearst potrebbe aver contribuito ad avviare la guerra ispano-americana del 1898 per aumentare le vendite.